# 沃勒什蒂鄉
44°15′N 26°15′E / 44.250°N 26.250°E
沃勒什蒂鄉（羅馬尼亞語：Comuna Vărăști, Giurgiu），是羅馬尼亞的鄉份，位於該國南部，由久爾久縣負責管轄，面積45平方公里，海拔高度51米，2007年人口5,848，人口密度每平方公里130人。